# Gonimbrasia abayana
Gonimbrasia abayana är en fjärilsart som beskrevs av Pierre Claude Rougeot 1977. Gonimbrasia abayana ingår i släktet Gonimbrasia och familjen påfågelsspinnare. Inga underarter finns listade i Catalogue of Life.